# Stěžery
Obec Stěžery (německy Stößer) se nachází v okrese Hradec Králové, necelé 4 km západně od krajského města Hradec Králové. Stěžery jsou tvořeny čtyřmi místními částmi – Stěžery, Charbuzice, Stěžírky a Hřibsko, které mají dohromady přibližně 2 200 obyvatel.
Katastr Stěžer byl osídlen již v době předhistorické,[zdroj?] první písemná zmínka pochází z roku 1229.

## Pamětihodnosti
- Zámek, původem tvrz ze 16. století, přestavěna barokně roku 1802 K. A. Harrachem, nyní v užívání obce.
- Kostel sv. Marka, empírový z roku 1832 na místě předešlého středověkého kostela, zmiňovaného k roku 1355 a strženého roku 1830; v letech 1981–1982 opraven, v roce 1999 zrekonstruovány věžní hodiny.
- Plastiky Panny Marie, svatého Jana Nepomuckého, svatého Václava a svaté Trojice.
- Pomník obětem první světové války z roku 1929.
- Vysílací středisko v katastru obce Charbuzice. Pracovalo na středních vlnách, původně jako rušička Svobodné Evropy pro krajské město Hradec Králové, později též pro Interprogram a regionální studio HK. Po roce 2000 Český rozhlas tuto střední vlnu opustil a zůstal stát poslední 60m stožár, od roku 2016 opět využitý soukromou stanicí Rádio Dechovka.

## Osobnosti
- Narodil se zde František Řehoř (1857–1899), národopisec Haliče
- Během gymnaziálního studia zde žil Rudolf Mertlík (1913-1985), klasický filolog, překladatel a spisovatel

## Fotogalerie

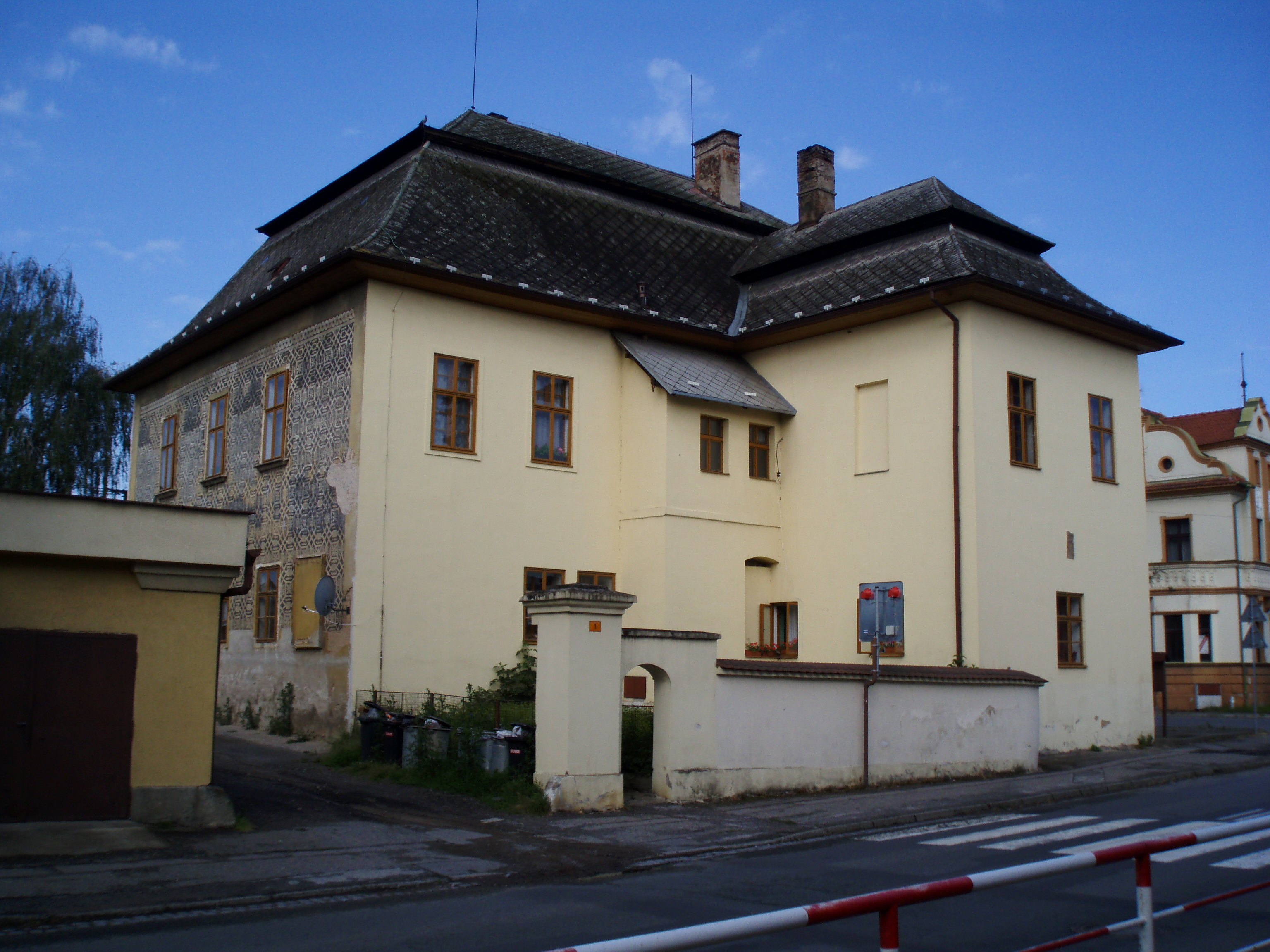
Zámek Stěžery
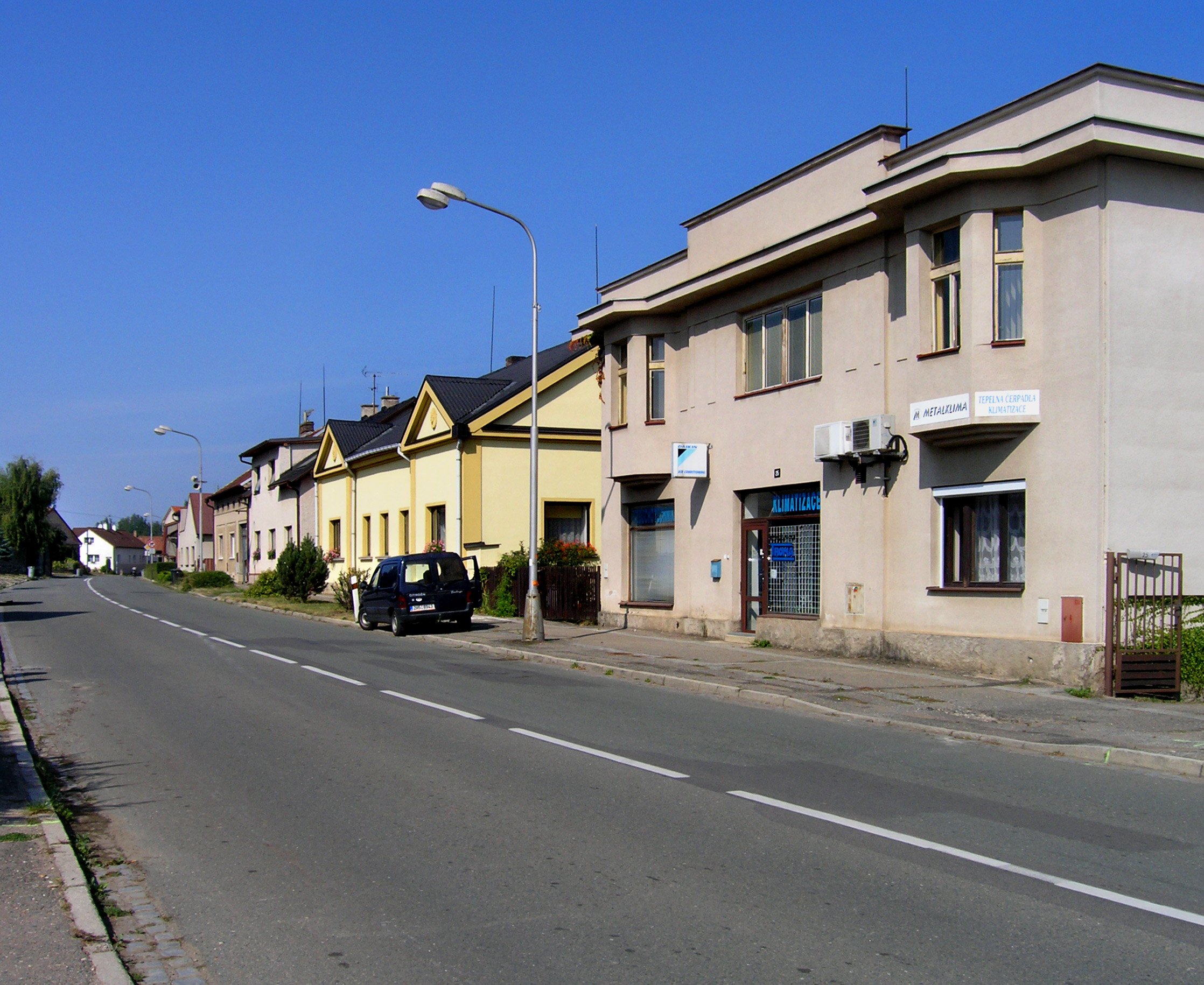
Lipová ulice – hlavní silnice ve Stěžerách
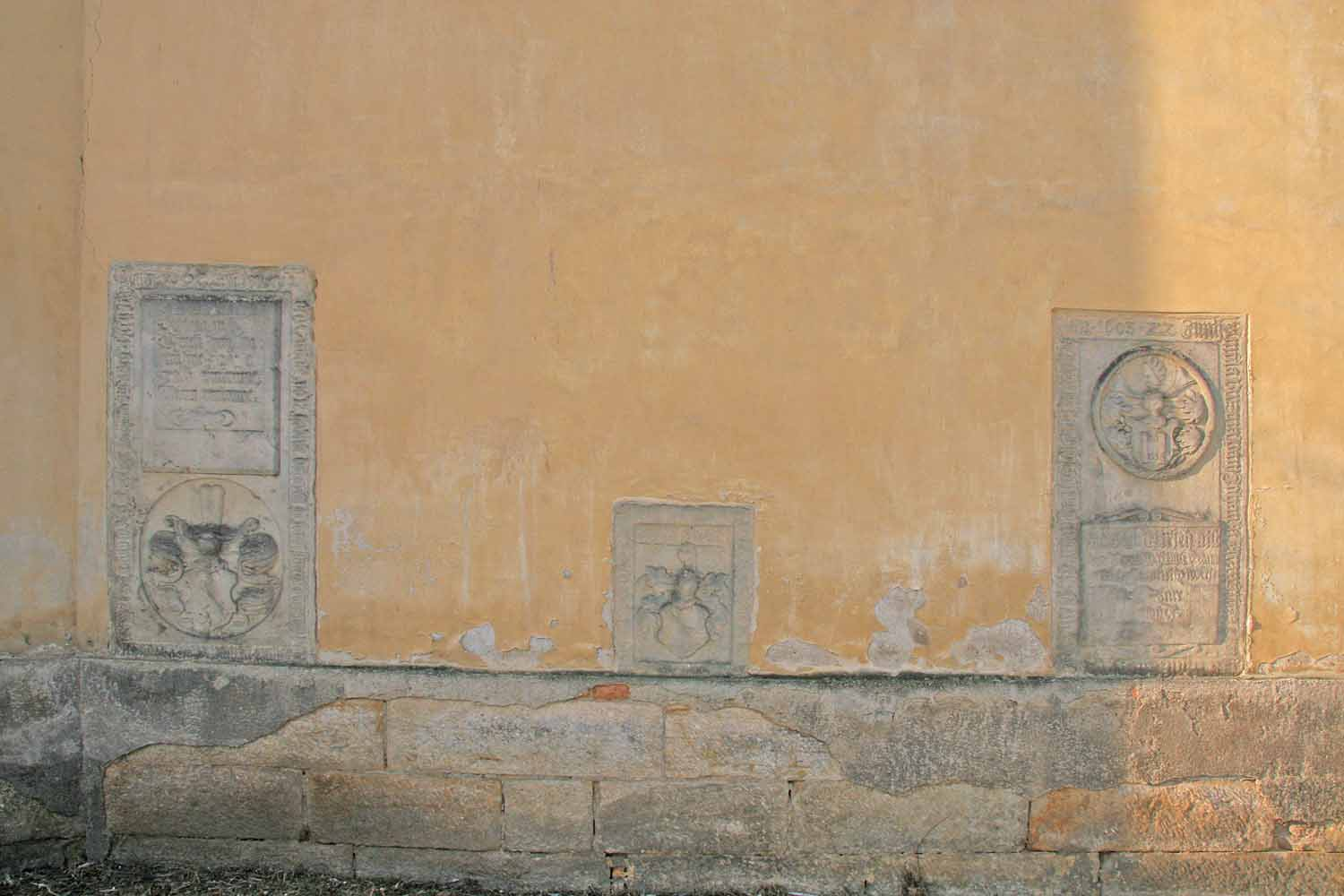
Náhrobníky ve stěně kostela Svatého Marka
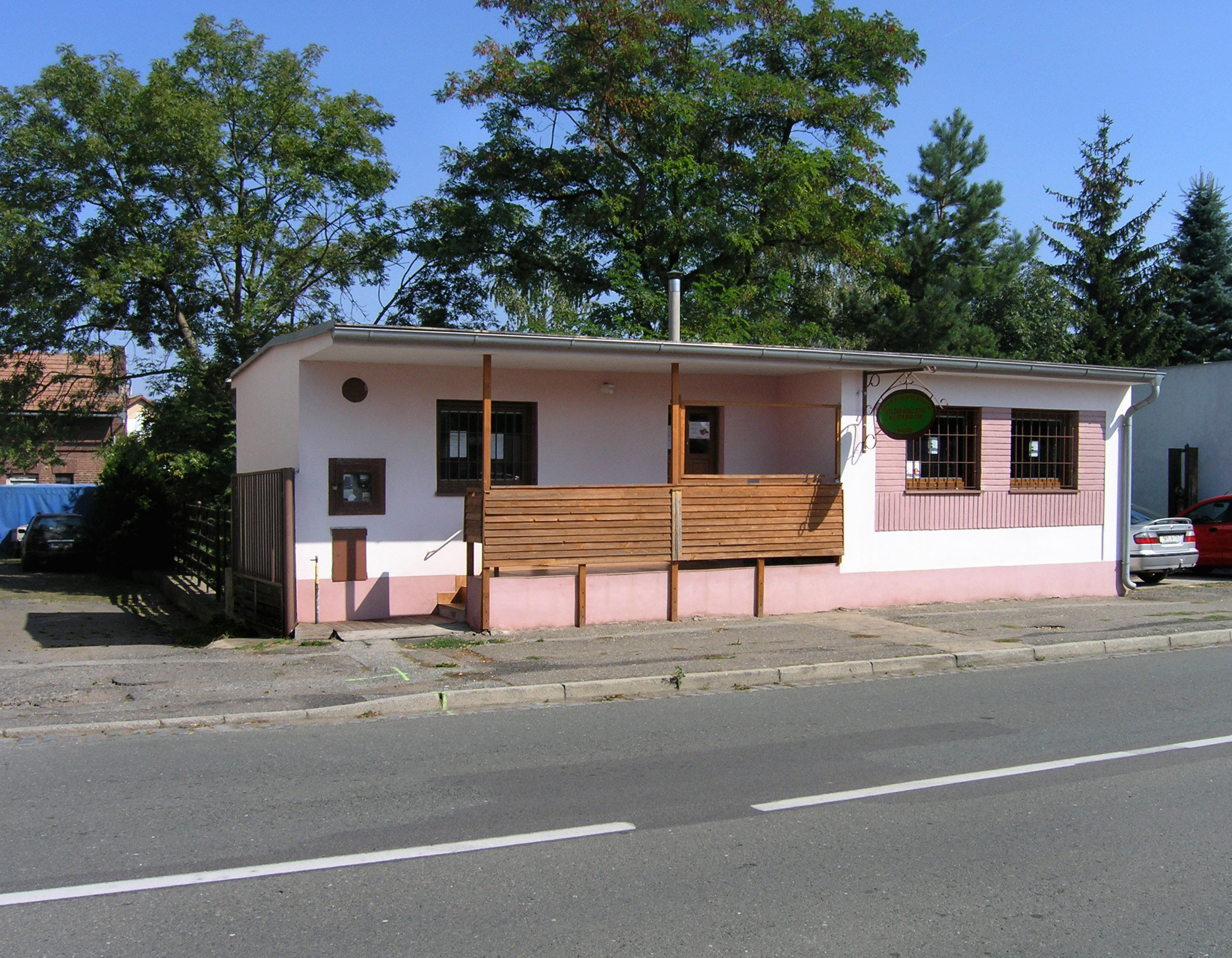
Hospůdka